# Jules Monchanin
Jules Monchanin (Fleurie, 1895 – Parigi, 1957) è stato un presbitero francese, promotore del dialogo interreligioso tra cattolicesimo e induismo, fondatore insieme a Henri Le Saux dell’Ashram di Shantivanam (Saccidananda) in India e innovatore della teologia missionaria cattolica.

## Biografia

### Gli anni in Francia
Jules Monchanin nacque a Fleurie in Francia nel 1895. Il padre, Antoine Monchanin era un commerciante di vini che spesso si recava lontano da casa per il proprio lavoro. Monchanin, affetto da una grave forma d'asma fin dal primo anno di vita, trascorse la propria infanzia e la prima adolescenza in modo piuttosto isolato, senza frequentare la scuola pubblica, con la madre Marie-Ursule Janin e la sorella Henriette.

Appassionato lettore, all'età di nove anni fu colpito dalla lettura di una biografia del Buddha, ma grande influenza su di lui ebbero anche i poeti preferiti dalla madre: Mallarmé, Lamartine, Leopardi. All'età di tredici anni espresse per la prima volta la volontà di farsi prete.

Entrato al Piccolo Seminario di Lione nel 1911, proseguì gli studi al Seminario Maggiore di Francheville nel 1913, per essere poi ordinato sacerdote nel 1922, dopo una lunga pausa dovuta alla guerra, durante la quale, esonerato per motivi di salute, insegnò latino ai seminaristi più giovani.

In Seminario si distinse per il suo spirito essenzialmente filosofico e per la scarsa adattabilità al sistema ecclesiastico vigente. Le sue letture, i suoi interessi erano profondamente distanti dal conformismo intellettuale cattolico, Monchanin era invece profondamente attratto dalla mistica apofatica di Ruysbroeck e di san Giovanni della Croce, in teologia condivideva le tesi di Maurice Blondel e nella ricerca religiosa non escludeva ciò che era al di fuori del cattolicesimo come il cristianesimo senza riti di Tolstoj e il pensiero indiano. Iscritto alla facoltà di teologia, rinunciò ad una carriera nell'insegnamento universitario per trasferirsi, nel 1923, come aiuto parroco a La Ricamarie, una parrocchia nel distretto di Saint-Étienne popolata da minatori immigrati. Posto direttamente davanti alla povertà e allo sfruttamento del lavoro, si concentrò sui problemi sociali e sulla necessità di un dialogo con il marxismo.

Ritornato a Lione, nella parrocchia di Saint Maurice, e successivamente di Saint-Vincent, dette vita a numerose iniziative volte a stabilire dialogo e rapporto dialettico tra il cattolicesimo, il pensiero scientifico moderno e le altre religioni. Nella comunità di Notre-Dame Saint-Alban, con il padre Remelliux dette vita a iniziative di rinnovamento liturgico. Con l'abate Paul Couturier, partecipò ai primi incontri ecumenici Cattolico-protestanti del Gruppo di Dombes. Fece parte con Victor Carliahn del “Groupe Lyonnais d'études medicales, philosophiques et biologiques” e della redazione lionese della rivista Esprit fondata da Emmanuel Mounier. Organizzò degli specifici gruppi di preghiera e di dialogo con il marxismo (gruppo Tomas Moore), con l'ebraismo, con l'Islam, con il pensiero cinese e indiano. Stabilì intensi legami di amicizia con lo scrittore ebreo Nathan André Chouraqui, con l'islamologo Louis Massignon, con il filosofo e paleontologo Pierre Teilhard de Chardin ed il teologo Henri-Marie de Lubac. Si interessò agli sviluppi dell'arte moderna recandosi a Parigi per incontrare i pittori Pablo Picasso e Max Jacob.

### Sacerdote in India
Non appagato dall'intensa e svariata attività culturale, Monchanin decise di dedicarsi unicamente all'India e al dialogo filosofico religioso con il pensiero indiano. Nel 1932 durante una grave crisi di broncopolmonite fece il voto supremo di recarsi a vivere in India. Si dedicò intensamente allo studio del sanscrito, e dei classici del pensiero indiano.

Nel 1938, dopo molti tentativi, ricevette finalmente l'autorizzazione dal vescovo di Lione a lasciare la propria diocesi. Entrato a far parte della Société des Auxiliaires des Missions a Louvain (Belgio), dove resterà fino al 1939, il 5 maggio del 1939 si imbarcò da Marsiglia per Bombay, invitato dal vescovo Mendoça, di Tiruchirappalli. Alla domanda fondamentale di un giornalista sul perché andava in India rispose che la sua missione era “una compensazione, un inizio di riparazione per i danni compiuti dall'imperialismo occidentale”.

Dal 1939 al 1946 fu impiegato come sacerdote ausiliario nella diocesi Tiruchirappalli. Rimpiazzava i sacerdoti mancanti nei piccoli villaggi di campagna, senza conoscere bene la lingua tamil, quasi completamente isolato dalle notizie a causa della guerra in corso. Fu in questo periodo che si concretizzò nella sua mente il progetto di un ashram indo-cristiano. Gradualmente anche il suo stile di vita si fece sempre più simile a quello di un sannyasin (rinunciante) indiano: divenne vegetariano, dormiva su una stuoia, e ricevette dal vescovo, nel 1941, l'autorizzazione a vestire la veste color zafferano, tipica dei rinuncianti Hindu.

Nel 1946, finita la guerra, si recò con il proprio vescovo in Europa, prima a Roma e poi in Francia e in Algeria. Ebbe così modo di illustrare il proprio progetto monastico e le sue innovative teorie sul dialogo interreligioso in diverse conferenze. Il resoconto pubblicato su alcune riviste cattoliche del progetto monastico suscitò grande impressione su un giovane monaco benedettino: Henri Le Saux dell'abbazia bretone di Kergonan. Al ritorno in India nel 1947, Jules Monchanin ricevette la richiesta di Henri Le Saux di poter partecipare alla nuova esperienza monastica. Iniziò così un rapporto intenso tra due personalità diverse per cultura e carattere, che si rivelò fecondo per la fondazione del Saccidananda Ashram (Shantivanam- la foresta della pace) e per i successivi sviluppi del dialogo interreligioso.

### L'ashram della Trinità
Il 21 marzo 1950, con l'autorizzazione del vescovo Mendoça i due sacerdoti francesi si trasferirono in due piccole capanne di bambù sulla riva del fiume Kaveri, ubicato in Shantivanam (bosco della pace), vicino al villaggio di Kulittalai.

Il nuovo Ashram ricevette il nome di Saccidanada (Trinità), Jules Monchanin assunse il nome sanscrito di Parama Arubi Anandam (beatitudine dell'Uno supremo senza forma), Henri Le Saux di Abhishikteshvarananda (beatitudine dell'Uno consacrato al Signore). Vestiti con le vesti color zafferano dei rinuncianti Hindu, celebrarono la messa seduti con le gambe incrociate all'indiana. Insieme i due monaci pubblicarono un piccolo libro dove esposero il progetto interreligioso a cui avevano dato inizio: An Indian Benedectine Ashram.

L'Ashram non ebbe vita facile, il progetto di comunità monacale indo-cristiana non si realizzò durante la vita di Jules Monchanin. Solo con padre Bede Griffiths dal 1968 in poi, dopo essere stato affiliato alla Congregazione camaldolese dell'Ordine di San Benedetto, il luogo si sviluppò come autentico punto di riferimento. Ben presto Henri Le Saux fece la scelta radicale di divenire un sannyasin itinerante ed anche il padre trappista belga Francis Mahieu rimase presso il Saccidananda Ashram solo poco tempo.

Jules Monchanin, del tutto sprovvisto di capacità organizzative, si concentrò sempre di più nello studio e nella meditazione, ma i suoi rari interventi in pubbliche conferenze ebbero una vasta eco tra coloro presenti che continuarono il difficile avvicinamento tra cattolicesimo e pensiero indiano: Raimon Panikkar, Bede Griffiths, Pierre Fallon.

Jules Monchanin, affetto da una grave forma di leishmaniosi viscerale (Kala –Azar) morì a Parigi il 10 ottobre 1957. Prima di lasciare l'India, gravemente ammalato, inviò un breve saluto al vescovo Mendoça, con su scritto: "Offro la mia vita a Dio per Shantivanam ed anche la mia morte se è il suo desiderio".

## Libri scritti da Jules Monchanin
- An Indian Benedectine Ashram, Tiruchirapalli, 1951 (in collaborazione con Henri Le Saux).
- De l'esthétique à la Mystique, Paris-Tournai, Casterman, 1955.
- Eremites du Saccidananda, Castermann, Tournai-Paris, 1956 (in collaborazione con Henri Le Saux).
- Ecrits spirituels, Paris, Le Centurion, 1965.
- Lettres à sa mère 1913 - 1957, Paris, Cerf, 1989.
- Mystique de l'Inde, mystère chrétien: écrits et inédits, Paris, Fayard, 1974.
- Théologie et spiritualité missionnaires, Beauchesne, Paris, 1985.
- Lettres au Père Le Saux, Cerf, Paris, 1995.